# Campeonato Europeu de Ciclismo em Pista de 2022
O XIII Campeonato Europeu de Ciclismo em Pista celebrou-se na Munique  (Alemanha) entre a 11 e a 16 de agosto de 2022, sob a organização da União Europeia de Ciclismo (UEC) e a União Ciclista da Alemanha.
As competições celebraram-se num velódromo construído na Messe München. Foram disputadas 22 provas, 11 masculinas e 11 femininas.
Os ciclistas da Rússia  e Bielorrússia foram excluídos deste campeonato devido à invasão russa da Ucrânia.

## Medalhistas

### Masculino
| Evento                          | Ouro | Prata                                                                                         | Bronze                                                                                                |
| ------------------------------- | --- | --------------------------------------------------------------------------------------------- | --- |
| Velocidade individual (14.08)   | Sébastien Vigier · França                                                                                  | Jack Carlin · Reino Unido                                                                     | Rayan Helal · França                                                                                  |
| Velocidade por equipas (12.08)  | Países Baixos · Jeffrey Hoogland · Harrie Lavreysen · Roy van den Berg · 34,639                            | França · Timmy Gillion · Rayan Helal · Sébastien Vigier · Melvin Landerneau · 35,516          | Reino Unido · Jack Carlin · Alistair Fielding · Hamish Turnbull · 35,173                              |
| Perseguição individual (13.08)  | Nicolas Heinrich · Alemanha · 4:09,320                                                                     | Davide Plebani · Itália · 4:12,924                                                            | Manlio Moro · Itália · 4:15,362                                                                       |
| Perseguição por equipas (12.08) | França · Thomas Denis · Quentin Lafargue · Valentin Tabellion · Benjamin Thomas · Thomas Boudat · 3:50,507 | Dinamarca · Carl-Frederik Bévort · Tobias Hansen · Rasmus Pedersen · Robin Skivild · 3:51,692 | Reino Unido · Rhys Britton · Kian Emadi · Charlie Tanfield · Oliver Wood · William Tidball · 3:54,373 |
| 1 km contrarrelógio (15.08)     | Melvin Landerneau · França · 59,975                                                                        | Matteo Bianchi · Itália · 1:00,089                                                            | Maximilian Dörnbach · Alemanha · 1:00,225                                                             |
| Corrida por pontos (12.08)      | Benjamin Thomas · França · 135 pts.                                                                        | Robbe Ghys · Bélgica · 123 pts.                                                               | Vincent Hoppezak · Países Baixos · 113 pts.                                                           |
| Scratch (13.08)                 | Iúri Leitão · Portugal                                                                                     | Moritz Malcharek · Alemanha                                                                   | Roy Eefting · Países Baixos                                                                           |
| Keirin (16.08)                  | Sébastien Vigier · França                                                                                  | Maximilian Dörnbach · Alemanha                                                                | Melvin Landerneau · França                                                                            |
| Madison (16.08)                 | Theo Reinhardt · Roger Kluge · Alemanha · 101 pts.                                                         | Thomas Boudat · Donavan Grondin · França · 91 pts.                                            | Robbe Ghys · Fabio Van den Bossche · Bélgica · 58 pts.                                                |
| Eliminação (14.08)              | Elia Viviani · Itália                                                                                      | Theo Reinhardt · Alemanha                                                                     | Jules Hesters · Bélgica                                                                               |
| Omnium (15.08)                  | Donavan Grondin · França · 150 pts.                                                                        | Simone Consonni · Itália · 148 pts.                                                           | Sebastián Mora Vedri · Espanha · 146 pts.                                                             |

### Feminino
| Evento                          | Ouro                                                                                | Prata | Bronze                                                                           |
| ------------------------------- | ----------------------------------------------------------------------------------- | --- | -------------------------------------------------------------------------------- |
| Velocidade individual (15.08)   | Emma Hinze · Alemanha                                                               | Mathilde Gros · França                                                                                            | Laurine van Riessen · Países Baixos                                              |
| Velocidade por equipas (12.08)  | Alemanha · Lea Friedrich · Pauline Grabosch · Emma Hinze · 38,061                   | Países Baixos · Shanne Braspennincx · Kyra Lamberink · Hetty van de Wouw · Steffie van der Peet · 38,304          | Polónia · Marlena Karwacka · Urszula Łoś · Nikola Sibiak · 39,164                |
| Perseguição individual (13.08)  | Mieke Kröger · Alemanha · 3:22,469                                                  | Lisa Brennauer · Alemanha · 3:23,566                                                                              | Vittoria Guazzini · Itália · 3:24,813                                            |
| Perseguição por equipas (12.08) | Alemanha · Franziska Brauße · Lisa Brennauer · Lisa Klein · Mieke Kröger · 4:10,872 | Itália · Rachele Barbieri · Vittoria Guazzini · Letizia Paternoster · Silvia Zanardi · Martina Fidanza · 4:11,571 | França · Victoire Berteau · Marion Apagas · Clara Copponi · Valentine Fortin · — |
| 500 m contrarrelógio (13.08)    | Emma Hinze · Alemanha · 32,668                                                      | Olena Starikova · Ucrânia · 33,004                                                                                | Miriam Vece · Itália · 33,434                                                    |
| Corrida por pontos (14.08)      | Lotte Kopecky · Bélgica · 85 pts.                                                   | Silvia Zanardi · Itália · 53 pts.                                                                                 | Victoire Berteau · França · 47 pts.                                              |
| Scratch (12.08)                 | Anita Stenberg · Noruega                                                            | Jessica Roberts · Reino Unido                                                                                     | Nikola Wielowska · Polónia                                                       |
| Keirin (16.08)                  | Lea Friedrich · Alemanha                                                            | Urszula Łoś · Polónia                                                                                             | Olena Starikova · Ucrânia                                                        |
| Madison (16.08)                 | Silvia Zanardi · Rachele Barbieri · Itália · 41 pts.                                | Clara Copponi · Marion Apagas · França · 40 pts.                                                                  | Amalie Dideriksen · Julie Leth · Dinamarca · 38 pts.                             |
| Eliminação (13.08)              | Lotte Kopecky · Bélgica                                                             | Pfeiffer Georgi · Reino Unido                                                                                     | Mylène de Zoete · Países Baixos                                                  |
| Omnium (15.08)                  | Rachele Barbieri · Itália · 174 pts.                                                | Clara Copponi · França · 171 pts.                                                                                 | Daria Pikulik · Polónia · 167 pts.                                               |

## Medalheiro
| 1  | Alemanha      | 8  | 4  | 1  | 13 |
| 2  | França        | 6  | 5  | 4  | 15 |
| 3  | Itália        | 3  | 5  | 3  | 11 |
| 4  | Bélgica       | 2  | 1  | 2  | 5  |
| 5  | Países Baixos | 1  | 1  | 4  | 6  |
| 6  | Noruega       | 1  | 0  | 0  | 1  |
| 6  | Portugal      | 1  | 0  | 0  | 1  |
| 8  | Reino Unido   | 0  | 3  | 2  | 5  |
| 9  | Polónia       | 0  | 1  | 3  | 4  |
| 10 | Dinamarca     | 0  | 1  | 1  | 2  |
| 10 | Ucrânia       | 0  | 1  | 1  | 2  |
| 12 | Espanha       | 0  | 0  | 1  | 1  |
|    | TOTAL         | 22 | 22 | 22 | 66 |